# 홍준연
홍준연(洪俊淵, 1963년 12월 15일~)은 대한민국의 정치인이다. 제8대 대구 중구의회의원을 지냈다.

## 사건

### 성매매 여성 세금 지원 반대
2018년 12월 20일, 중구의회 정례회에서 대구광역시의 성매매 여성 자활지원 정책과 관련해 "'세 살 버릇 여든까지 간다'고 젊어서 돈을 안 벌고 쉽게 돈 번 분들이 2000만원을 지원받고 또 성매매를 안 한다는 확신이 없다", "혈세 낭비" 등의 발언을 하였다. 앞서 대구광역시는 성매매 집결지인 '자갈마당'을 폐쇄하면서, 생계, 주거, 직업훈련비 명목으로 1인당 최대 2000만원을 성매매 여성들에게 지원하겠다는 계획을 밝혔다. 홍 의원의 해당 발언이 알려지면서, 일부 여성단체들과 당내 대구시당 여성 의원들이 홍 의원을 비난하였다. 당내 대구시당 여성 의원들은 당 강령과 윤리규범, 품위유지 조항을 정면으로 위반했다며 홍 의원에 대한 제명을 신청하였다.
홍 구의원은 이후에도 2019년 2월 1일, 구의회 본회의에서 류규하 대구 중구청장을 상대로 "대한민국을 지키기 위해 목숨 걸었던 국가유공자에겐 1년에 고작 5만여 원 지급하면서 어떻게 자발적 성매매 여성들에게 2000만원씩 혈세를 낭비할 수 있느냐"고 비판하기도 하였다.
2019년 2월 28일, 홍 구의원은 국민일보와의 전화통화에서 "성매매로 피해를 본 여성을 위하는 정책이라면 100% 지지하겠지만 명품 백을 메고 좋은 옷을 걸치고 다니는 자발적 성매매 여성들까지 세금으로 지원할 수는 없는 노릇"이라면서 "불법 성매매로 이득을 취한 이들에게는 영원히 사과하지 않을 것"이라고 밝혔다. 또한 "제 발언이 알려진 이후 극악하다고 할 정도로 저를 공격한 여성단체들이 있다"면서 "페미 집단을 가장한 여성단체들인데 민간위탁을 받아 운영되는 등 투명하지 못한 곳이다. 또 민주당 여성의원 등이 섞여 있는데 이들의 의도가 불순하다고 본다"고 페미니스트들의 인신공격 행태를 비판하였다.
2019년 3월 8일, 대구지역 40여개 여성단체로 구성된 '3·8 세계여성의 날 기념 대구여성대회 조직위원회'는 '성평등 걸림돌상' 및 '성평등 디딤돌상' 수상자를 선정해 발표했는데, 홍 구의원이 성평등 걸림돌상을 수상하게 되었다. 홍 구의원과 함께 경북대학교 총장, 대구은행 성폭력 사건 가해자에게 무죄를 선고한 1심 재판부, 강은희 대구시교육감이 선정됐다. 3월 11일, 여성단체들은 홍 의원의 사무실 앞에서 상을 전달했고, 홍 구의원은 한 손을 주머니에 넣은 상태로 상을 받고 사무실로 들어갔다. 홍 구의원은 "당황하지 않았고 오히려 (수상을) 기다리고 있었다"며 "그 상을 받은 이유는 제가 여성단체한테 굴복하지 않는다는 뜻"이라고 밝혔다. 또 "성매매 피해자로 확실하게 규정된 분들에 대한 지원은 반대하지 않는다"며 "자발적 성매매로 이득을 취하신 분들에 대한 지원은 국민의 혈세가 사용되면 절대 안 된다"고 주장했다.

#### 당내 처분
해당 발언에 대해 더불어민주당 대구시당은 2019년 2월 14일 홍 구의원 제명안을 의결했고, 홍 구의원은 2월 21일 중앙당에 재심 신청서를 냈다. 그러나 2019년 3월 25일 더불어민주당 윤리심판원은 재심 신청을 기각해 제명이 확정되었고, 4월 5일 이러한 내용이 담긴 심판결정문을 홍 구의원에게 전달하였다. 해당 결정문에는 "성매매여성들에 대한 성차별적이고 반인권적인 비하와 혐오 발언을 반복함으로써, 우리 당의 여성‧장애인‧소수자의 인권보장을 강화하려는 강령과 윤리규범을 위반하였다"고 적혀 있었다.
국민일보와의 통화에서, 홍 구의원은 해당 결정에 대해 "그동안 민주당 내에서 알게 모르게 왕따를 당하고 있었는데 오히려 시원하다"면서 "자발적 성매매여성들에게 국가의 세금이 낭비되고 있고 그걸 막으려는 제게 제명 철퇴를 내리다니 안타깝다"고 반응했다. 또한 "이해찬이나 홍익표, 설훈 같은 분들은 국민들을 향해 막말해도 아무런 징계를 받지 않는다. 하지만 저는 기초의원이어서 그런지 이런 불합리한 처분을 당했다고 생각한다"며 당내 징계의 기준을 비판하기도 하였다.
당내 징계에 대해 더불어민주당을 비판하며 홍 구의원을 지지하는 여론이 확산되었다. 14일 대구시당이 홍 의원의 제명을 의결하자, 대구 중구의회 홈페이지와 민주당 대구시당 홈페이지에는 홍 구의원에 대한 당적 제명 조치를 철회해달라는 민원이 다수 올라오기도 하였다. 하태경 바른미래당 최고위원은 "성매매 종사 여성에게 현금을 쥐여주는 정책을 비판했다는 이유로 현직 구의원이 당적을 잃은 위기에 놓였다. 이게 민주당의 성인지 감수성인가"라고 비판했고, 같은 당 이준석 최고위원도 "성매매는 범죄인데 성매매 종사 여성을 지원하는 조례에 반대하면 '성매매 여성 비하'가 된다. 그렇다면 음주운전도 범죄인데 음주운전자를 관대하게 대하는 현행법에 반대하면 '음주운전자 비하'인가"라고 말했다. 네티즌들은 "성매매가 대한민국에서는 불법인데도 자발적인 성매매를 하는 여성에게 왜 피 같은 세금을 지원해야 하나. 민주당은 어디까지 국민 세금으로 포퓰리즘을 할 생각인가", "취업 못 하고 있는 청년들과 복지혜택을 받지 못하는 노약자들도 2천만 원이라는 큰돈은 받을 수 없는데 성 판매가 무슨 벼슬이라고 세금까지 지원하냐"라고 홍 의원을 지지하는 글을 다수 올렸다.
이후 비례대표 공천을 위해 미래한국당에 갔다.

## 역대 선거 결과
| 실시년도 | 선거      | 대수 | 직책   | 선거구             | 정당         | 득표수  | 득표율          | 순위 | 당락 | 비고 |
| -------- | --------- | ---- | ------ | ------------------ | ------------ | ------- | --------------- | ---- | ---- | ---- |
| 2018년   | 지방 선거 | 8대  | 구의원 | 대구 중구 나선거구 | 더불어민주당 | 7,528표 | \| \| 36.08% \| | 1위  |      | 초선 |
|          | 36.08%    |      |        |                    |              |         |                 |      |      |      |